# جسیکا فاکس (قایقران کانو)
جسیکا فاکس (انگلیسی: Jessica Fox؛ زادهٔ ۱۱ ژوئن ۱۹۹۴) قایقران کایاک اهل استرالیا است.
وی در مسابقات کشوری و بین‌المللی در مجموع برندهٔ ۲۳ مدال طلا، ۵ مدال نقره، ۷ مدال برنز شده‌است.